# جيفا (ممثل)
جيفا (بالتيلوغوية: కొచ్చర్ల దయారత్నం)‏ هو ممثل هندي، ولد في 30 نوفمبر 1952 في الهند.

## وصلات خارجية
- جيفا على موقع IMDb (الإنجليزية)
- جيفا على موقع قاعدة بيانات الفيلم (الإنجليزية)